# 馮志章
馮志章（？年—？年），字子程，四川順慶府鄰水縣人，康熙壬午科舉人，任江南和州直隸州同知。雍正七年，因押解部餉途中騷擾驛遞請革職。